# James F. Jackson

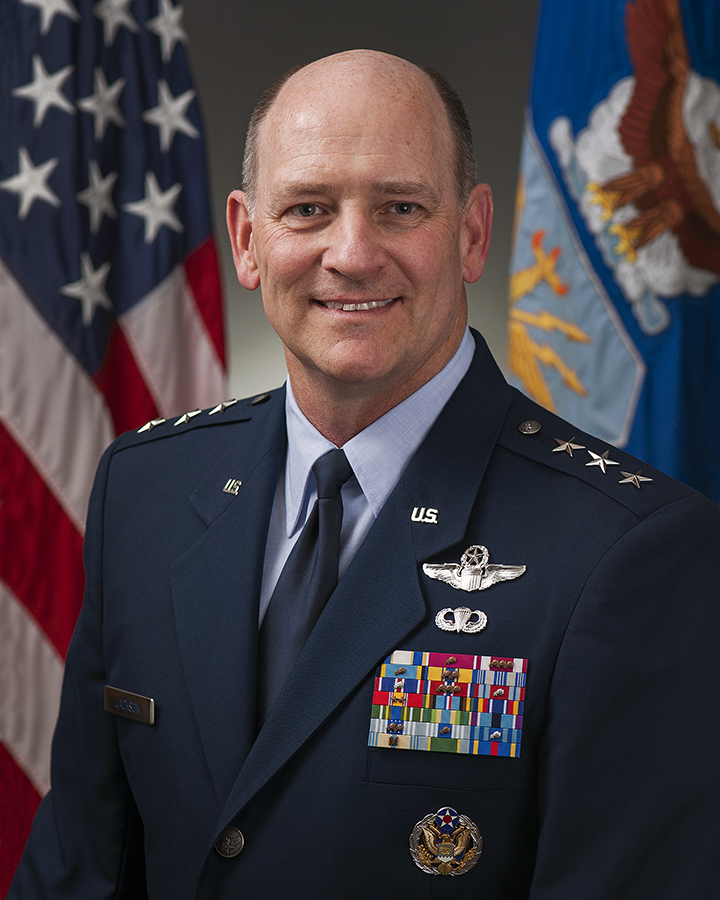
James F. Jackson (2012)

James F. Jackson (* um 1956) ist ein pensionierter Generalleutnant der United States Air Force. Er war unter anderem Kommandeur des Air Force Reserve Commands.
Im Jahr 1978 absolvierte er die United States Air Force Academy in Colorado Springs. Nach seiner Graduation wurde er als Leutnant in das Offizierskorps der Air Force aufgenommen. In der Folge durchlief er alle Offiziersgrade vom Leutnant bis zum Drei-Sterne-General.
Im Lauf seiner militärischen Karriere absolvierte er verschiedene Kurse und Schulungen. Dazu gehörten unter anderem eine Ausbildung zum Kampfpiloten und weitere Fortbildungskurse als Pilot neuer Flugzeugtypen; die Squadron Officer School auf der Maxwell Air Force Base in Alabama; das Air Command and Staff College über einen Fernkurs; die Embry-Riddle Aeronautical University; das Air War College wieder über einen Fernkurs und der Reserve Component National Security Course der National Defense University in Fort Lesley J. McNair, Washington, D.C. Später folgten weitere Schulungen, wozu unter anderem der Senior Information Warfare Applications Course der Air University, der Dual Status Title 10/32 Joint Task Force Commander Course und der Leadership at the Peak Course gehörten. Außerdem erhielt er akademische Grade von der Harvard Kennedy School und der George Washington University.
In seinen frühen Jahren als Offizier der Luftwaffe war er an verschiedenen Stützpunkten stationiert. Dabei war er als Pilot, Flugausbilder oder Stabsoffizier bei unterschiedlichen Einheiten tätig. Dazwischen absolvierte er die erwähnten Schulungen. Zwischen Februar 1984 und Juli 1987 war er auf der Ramstein Air Base in Deutschland stationiert. Anschließend wurde er nach Südkorea auf die Kunsan Air Base versetzt, wo er bis zum Dezember 1988 verblieb. Danach gehörte er bis zum August 1992 dem Stab der Pacific Air Forces an, die auf der Hickham Air Force Base in Hawaii ansässig ist. Anschließend wechselte er zum Stab des United States Pacific Commands der sein Hauptquartier in Camp H. M. Smith, ebenfalls in Hawaii, hat. Dort verblieb er bis zum August 1993.
In den folgenden Jahren wechselte Jackson zu Reserveeinheiten der Air Force. Nach einigen zwischenzeitlichen anderen Verwendungen erhielt er im Juli 1997 auf der Tinker Air Force Base in Oklahoma das Kommando über die 465. Luftbetankungsschwadron (465th Air Refueling Squadron), das er bis zum Oktober 2000 innehatte. Anschließend gehörte er bis zum Oktober 2003 in unterschiedlichen Funktionen dem Stab des Hauptquartiers der Air Force in Washington, D.C. an. Es folgte eine Versetzung zur Maxwell AFB in Alabama. Dort war James Jackson bis zum Oktober 2006 Einberufungsberater (Mobilization Assistant) beim Air Force Doctrine Center. Zwischen März und Juni 2006 war er zudem kommissarischer Kommandeur dieses Kommandos.
In der Folge wurde er zum Luftwaffenbezirk in die Bundeshauptstadt Washington, D.C, (Air Force District of Washington) zur Bolling Air Force Base versetzt. Bis zum November 2007 war er bei den dortigen Einheiten ebenfalls als Einberufungsberater tätig. Die gleiche Aufgabe erfüllte er zwischen November 2007 und Mai 2009 in der Stabsabteilung für strategische Planungen des Hauptquartiers der Luftwaffe. Zwischen Juni 2009 und Mai 2010 war er auf der Barksdale Air Force Base in Louisiana Einberufungsberater im Stab der 8. Luftflotte. Gleichzeitig kommandierte er die Reserveeinheit Joint Functional Component Command, die dem United States Strategic Command unterstand.
Als Nächstes kehrte er ein weiteres Mal zum Hauptquartier der Air Force zurück. Zwischen Mai 2010 und Juli 2012 gehörte er der Stabsabteilung für Reserveangelegenheiten an. Anschließend übernahm er am 30. Juli 2012 auf der Robins Air Force Base in Georgia als Nachfolger von Charles E. Stenner Jr. die Leitung des Air Force Reserve Commands. Gleichzeitig leitete er im Hauptquartier der Luftwaffe die Stabsabteilung für Reserveangelegenheiten. Diese Ämter bekleidete er bis zum 15. Juli 2016, als er von Maryanne Miller abgelöst wurde. Anschließend schied er aus dem Militärdienst aus.
Während seiner aktiven Zeit als Militärpilot absolvierte er über 3600 Flugstunden auf verschiedenen Flugzeugtypen.
Nach seinem Abschied aus dem Militärdienst wurde er im Herbst 2017 Mitglied er Roosevelt Group, die auf verschiedenen Gebieten der Verwaltung einschließlich des Militärs tätig ist.

## Daten der Beförderungen
| Abzeichen | Rang               | Jahr             |
| --------- | ------------------ | ---------------- |
|           | Second Lieutenant  | 31. Mai 1978     |
|           | First Lieutenant   | 1. Juni 1980     |
|           | Captain            | 1. Juni 1982     |
|           | Major              | 28. Februar 1989 |
|           | Lieutenant Colonel | 13. Juni 1996    |
|           | Colonel            | 1. Juli 2000     |
|           | Brigadier General  | 1. Januar 2006   |
|           | Major General      | 3. Februar 2009  |
|           | Lieutenant General | 30. Juli 2012    |

## Orden und Auszeichnungen
James Jackson erhielt im Lauf seiner militärischen Laufbahn unter anderem folgende Auszeichnungen:
- Air Force Distinguished Service Medal
- Legion of Merit
- Meritorious Service Medal
- Aerial Achievement Medal
- Air Force Commendation Medal